# 長崎国際文化センター
長崎国際文化センター（ながさきこくさいぶんかセンター）は、被爆から10周年を迎えた長崎市に建設された文化施設の総称。
1959年（昭和34年）の長崎水族館の完成に始まり、1965年（昭和40年）の長崎県立美術博物館の完成で長崎国際文化センター建設計画は完了した。

## 施設
（2020年（令和2年）4月時点）
- 長崎水族館
  - 1998年（平成10年）3月31日に一旦閉館。水族館自体は近くに移転・新築の上、2001年（平成13年）4月22日に「長崎ペンギン水族館」に改称して開館。旧長崎水族館の建物は改築され、長崎総合科学大学のシーサイドキャンパスの一部となっている。
- 長崎県立長崎図書館 - 老朽化に伴い大村市に新図書館が完成し移転完了。現在「長崎県立図書館郷土資料センター（仮称）」に改築工事中。
- 網場[1]県営プール　- 長崎市立の市民プールとなっている。
- 長崎国際体育館 - 1994年（平成6年）に閉館し、解体後の跡地には長崎市民総合プールが建設された。

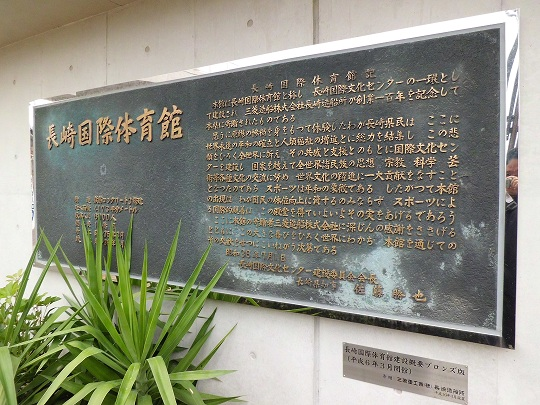
長崎国際体育館銘板

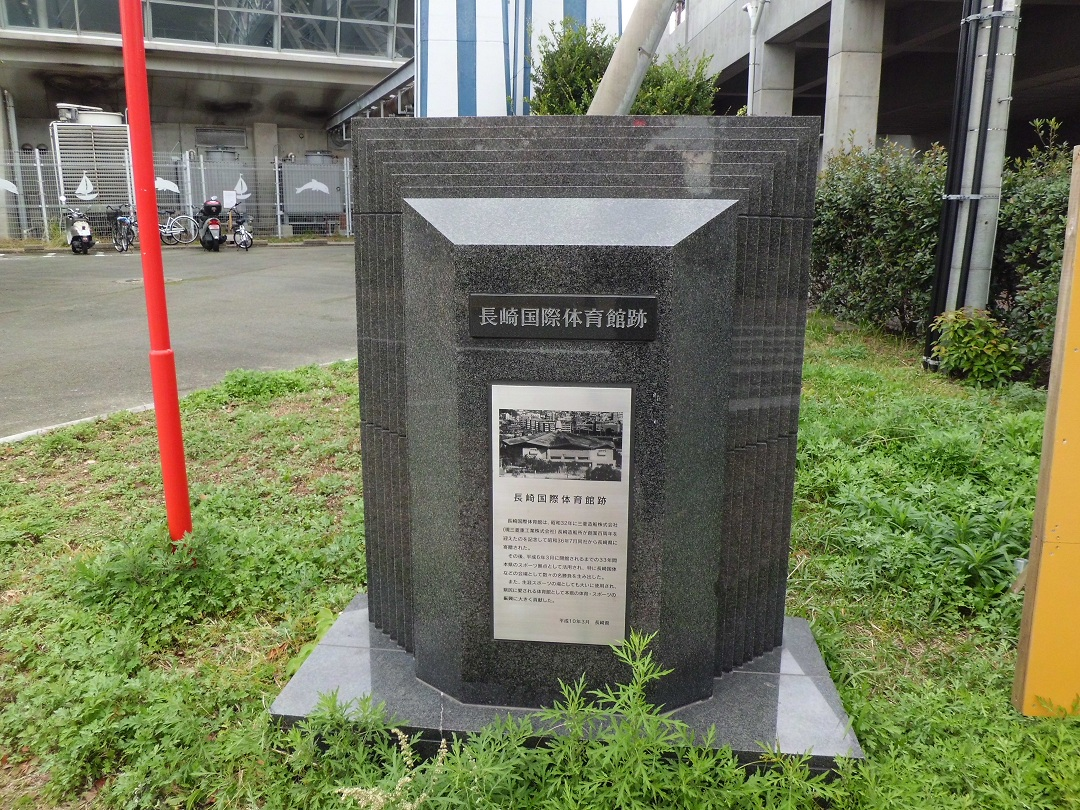
長崎国際体育館跡の碑

- 長崎市公会堂 - 2015年3月31日閉館。
- 長崎県立美術博物館
  - 老朽化により、2002年（平成14年）12月末に閉館。跡地には長崎歴史文化博物館が建設され、長崎県美術館は出島町に移転・新築された。

## 沿革
- 1954年（昭和29年）3月31日 - 長崎県副知事、長崎市長、長崎商工会議所会頭が発起人となり、長崎国際文化センター建設計画が作成される。
- 1955年（昭和30年）
  - 1月28日 - 長崎国際文化センター建設準備委員会が発足。
  - 6月27日 - 長崎国際文化センター建設委員会創立総会を開催。
    - 被爆10周年を迎えた長崎市に5ヶ年計画で、国内外から15億円の資金を募り、県立図書館・美術館・体育館・水族館・公会堂などの文化施設を建設することに決定。
    - 会長 - 西岡竹次郎（長崎県知事）
    - 副会長 - 佐藤勝也（長崎県副知事）、中部悦良（長崎商工会議所会頭）、田川務（長崎市長）、古屋野宏平（長崎大学学長）ら6名。
- 1959年（昭和34年）
  - 3月31日 - 長崎水族館が宿町（東長崎地区）に完成し、落成式を挙行。
    - 鉄筋コンクリート造り3階建て。総工費1億3,600万円。

  - 4月1日 - 長崎水族館が開館。
  - 9月11日 - 三菱長崎造船所、創業100周年を記念し、国際文化センターの一環として、長崎市に体育館の寄贈を申し出る。
- 1960年（昭和35年）
  - 3月1日 - 三菱長崎造船所寄贈の体育館の建設地が、駒場町（現 松山町）の市営競輪場[2]裏に決定する。
  - 6月15日 - 長崎県立長崎図書館が改築の上、開館。総工費1億636万円。
  - 9月14日 - 長崎水族館横に網場[1]県営プールが完成し、プール開きを実施。
- 1961年（昭和36年）
  - 7月10日 - 駒場町（現 松山町）に三菱長崎造船所より寄贈された国際体育館が完成。
  - 9月15日 - 網場県営プールに飛び込みプールが完成。
  - 11月1日 - 国際体育館の開館記念式典を挙行。
- 1962年（昭和37年）
  - 6月2日 - 本大工町に長崎市公会堂が完成し、落成式を挙行。
    - 鉄筋コンクリート造5階建て。総工費2億5,000万円。設計は長崎市出身の武基雄（早稲田大学教授）によるもの。
- 1965年（昭和40年）
  - 11月12日 - 長崎県立美術博物館（立山町、総工費1億8687万円）落成式と長崎国際文化センター建設事業の完工式を挙行。